# Jill Sprecher
Jill Sprecher (...) è una regista e produttrice cinematografica statunitense.

## Biografia
Laureata all'Università del Wisconsin–Madison in filosofia e letteratura, la Sprecher si trasferì a New York per studiare cinematografia.
Ha studiato regia con Robert Wise e al fine di debuttare col suo stesso film Clockwatchers (1997) studiò tecniche di improvvisazione a Manhattan.
Per cinque anni è stata giudice per gli CableACE Awards.
Clockwatchers debuttò al Sundance Film Festival e andò sugli schermi di oltre una dozzina di festival internazionali. Vinse il premio Miglior Film al Torino International Festival of Young Cinema nel 1997.
Successivamente diresse Tredici variazioni sul tema, un film che ricevette molta attenzione, ma che portò la Sprecher a indebitarsi per finanziarlo.

## Filmografia

### Regista
- Clockwatchers - Impiegate a tempo determinato (Clockwatchers) (1997)
- Tredici variazioni sul tema (Thirteen Conversations About One Thing) (2001)
- Thin Ice - Tre uomini e una truffa (Thin Ice) (2011)